# Оле Нидал
Лама Оле Нидал (на датски: Ole Nydahl ˈnyˌdaːˀl, род. 19 март 1941) е будистки учител, предаващ ученията на школата Карма Кагю, отделяйки културните тибетски наслоения от същността на будисткото учение. Карма Кагю е подшкола на традицията Кагю – една от четирите големи школи на Тибетския Будизъм и част от Ваджраяна. От начало на 1970-те Оле Нидал пътува, изнася лекции, провежда курсове и създава будистки центрове на Диамантения Път.

## Обучение и среща с будизма
Оле Нидал е роден и израсъл в Дания. От 1960 до 1969 година следва в Копенхагенския Университет и няколко семестъра – в университетите в Тюбинген и Мюнхен в Германия. Основни предмети: философия, английски и немски език.
През 1961 година се среща с бъдещата си съпруга Хана. След сватбата си през 1968 година те заминават на сватбено пътешествие в Непал, където срещат своя първи будистки учител Лопон Чечу Ринпоче – Лама от линията Друкпа Кагю. При следващото си пътуване те се запознават с Шестнадесетия Гялва Кармапа Рангджунг Ригпе Дордже, глава на линията Карма Кагю и стават неговите първи западни ученици.
През този период те получават учения и посвещения и от много други водещи Кагю – учители, като Кюнзиг Шамарпа, Ситу Ринпоче, Джамгон Конгтрул Ринпоче, Гялцаб Ринпоче, Калу Ринпоче, Тенга Ринпоче, Аянг Ринпоче и други. Двамата стават особено близки ученици на Лопон Чечу Ринпоче и Кюнзиг Шамарпа, както и на Шестнадесетия Кармапа, от когото получават много учения, посвещения, както и неформални приемствености.
Според оценките на Кюнзиг Шамар Ринпоче и Кхенпо Чьодраг Ринпоче, който изразява мнението на Международния Будисткия Институт основан от Кармапа (KIBI), както и на самия Гялва Кармапа Тайе Дордже, Оле Нидал е квалифициран учител от Диамантения път на Будизма (Ваджраяна) или на тиб. Лама.

## Центрове на Диамантения Път
Според различни източници, например Джигме Ринпоче, племенник на 16-ия Кармапа Шестнадесетият Кармапа възлага на Оле Нидал основаването на центрове на линията Карма Кагю на Запад. Подробности се съдържат в писмото на Кхенпо Чьодраг Ринпоче.
От 1973 година Оле Нидал пътува и изнася лекции. Скоро след това основава първия медитационен център в Копенхаген, който впоследствие е посетен от Четиринадесетия Далай лама Тензин Гяцо. През 1974, 1976, 1977 и 1980 години Шестнадесетия Кармапа посещава тези центрове.
През януари 2000 година се състоя първата обиколка на Седемнадесетия Кармапа Тайе Дордже по европейските центрове, основани от Лама Оле Нидал. През 2009 година те отново биват посетени от него, заедно с водещи учители на приемствеността Карма Кагю като Шамар Ринпоче, Беру Кхиенце Ринпоче, Джамгон Конгтрул Ринпоче и Манива Шераб Гялцен Ринпоче. Центровете, основани от Оле Нидал носят названието Центрове на Диамантения Път на линията Карма Кагю. Диамантен Път е превода от санскрит на термина Ваджраяна.
От 1970-те години, Оле Нидал и неговата съпруга Хана са основали над 600 будистки медитационни групи и центрове в Централна и Западна, а впоследствие и Източна Европа, Азия, Америка, Австралия и ЮАР. През 1994 година е създаден и първия център на Диамантения път на Будизма в България.
Към момента има седем центъра на Диамантения път на Будизма в София, Русе, Варна, Пловдив, Габрово, Петрич и Шумен.
На Балканите центрове има също в Гърция, Сърбия, Северна Македония и Румъния

## Преподавателска работа
Оле Нидал постоянно пътува и преподава на своите ученици, а също и на интересуващите се от будизма. Курсовете на Оле Нидал обхващат разнообразни теми като основи на тибетския будизъм, практиката Пхова и Махамудра (Великият Печат), най-важното учение или „запазената марка“ на традицията Кагю.
От 1978 година насам Оле Нидал е написал няколко книги за будизма, две от които автобиографични. Част книгите му са издадени на български език.
Всички учениците на Оле Нидал са светски хора, които живеят предимно на запад. По въпроса за признаването на Седемнадесетия Кармапа Оле Нидал поддържа Тринли Тайе Дордже.

## Книги
Оле Нидал е автор на няколко книги. На български език са издадени:
- Нидал, Оле. Как стоят нещата: жив подход към Будизма за съвременния свят (The way things are: a living approach to Buddhism for today's world).   България, Асоциация Диамантен Път, 2002. ISBN 954-90610-2-7. с. 96.

- Нидал, Оле. Великият Печат: безгранично пространство и радост. Възгледът Махамудра в Диамантения Път на Будизма (The Great Seal: The Mahamudra view of Diamond Way Buddhism).   България, Асоциация Диамантен Път, 2004. ISBN 954-90610-3-5. с. 240.

- Нидал, Оле. Навлизане в Диамантения Път. Тибетският Будизъм среща запада. (Die Buddhas Vom Dach Der Welt: Mein Weg Zu Den Lamas).   България, Асоциация Диамантен Път, 2000. ISBN 954-90610-1-9. с. 218.
- Нидал, Оле. Буда и любовта. (Der Buddha und die Liebe).   България, Диамантен Път на Будизма – България, 2009. ISBN 9789549246216. с. 248.

На Руски език:
- Нидал, Оле. Верхом на Тигре, Riding the Tiger.   Россия, Алмазный путь, 1994. с. 494. Архив на оригинала от 2010-08-14 в Wayback Machine.